# Herrera
Herrera – gmina w Hiszpanii, w prowincji Sewilla, w Andaluzji, o powierzchni 53,48 km². W 2011 roku gmina liczyła 6526 mieszkańców. Znajduje się na skrzyżowaniu w geograficznym centrum Andaluzji, niecałą godzinę od stolic prowincji, takich jak Kordoba, Málaga i Sewilla, i nieco ponad godzinę od Granady.